# 映秀。
映秀。（えいしゅう、2002年〈平成14年〉3月17日 - ）は、日本のシンガーソングライター。韓国ソウル生まれ、神奈川県育ち。血液型O型。2020年11月13日に映秀。としてメジャー・デビュー。所属事務所はフェイスミュージックエンタテインメント。所属レーベルはYoruneco Records / ユニバーサルシグマ。公式ファンクラブは『EISYU FC "  。"』（読み方は「縁(えにし)」）

## 略歴
「人のきっかけになること」をテーマに掲げる、現役大学生のシンガーソングライター。オルタナティヴな「別解」を提示する文学的リリック、ロック〜ジャズ〜R&B〜ヒップホップまで軽やかに横断するジャンルレスな感性、弾き語りからトラックメイクまでこなす万能感、学生時代に声楽で培った圧巻のヴォーカルと表現力、溢れんばかりのエモさと情報量など、規格外のポテンシャルが高く評価されている。

### 2019年
7月3日に動画投稿を始め、高校時代に学習塾で出会った相方のジェラトーニ（やすたか。）と共にYouTubeチャンネル「ジェラトーニfeat.映秀。」（現ジェラfeat.映秀。）を開設。男子高校生の日常を切り取ったような雰囲気が人気となる。
当時の使用楽器は主にアコースティック・ギターのOvation・CS24P-4Q。

### 2020年
1月、映秀。として本格的に音楽活動を始める。
4月、夜（よる）という名の猫を飼い始める。猫種は黒ペルシャ。
10月12日、川谷絵音プロデュースのプロジェクト「美的計画」への参加が決定。10月16日に「だからラブ feat.相沢&映秀。」がデジタルリリースされた。
11月6日、 レーベル「Yoruneco Records」を設立した。11月13日に、新曲「残響」が配信リリースされること、配信同日 AM0:00にMusic Video公開が決定。予告編がOfficial YouTube Channelに公開された。
11月13日、配信リリースの新曲「残響」でメジャー・デビューとなり、またMusic Videoが公開された。
12月1日、 12月18日に1st EP「別解」が配信リリースされることが決定した。「残響」や新録した「東京散歩」に加え、新曲「少年記」「Good-bye Good-night」が収録される。また、1st EP「別解」の配信リリースに先駆け、12月4日に「東京散歩」が配信リリースされること、同日17:00にMusic Videoが公開されることが決定。予告編がOfficial YouTube Channelにて公開された。
12月4日、配信リリースされた「東京散歩」のMusic Videoが公開された。
12月17日、12月18日20:00〜、アコースティック生配信LIVE"「別解」リリース記念 YouTube生配信" が行われることが決定。EP収録曲に参加しているピアニスト角野隼斗とのコラボレーションとなる。

### 2021年
1月14日、Spotifyが今年躍進を期待するネクストブレイクアーティスト10組「Early Noise 2021」に選出された。
1月22日、1月29日に、新曲「反論」が配信リリースされること、配信同日 17:00にMusic Videoが公開が決定。予告編がOfficial YouTube Channelにて公開された。
1月29日、配信リリースされた「反論」のMusic Videoが公開された。
2月18日、3月17日に、1st Album「第壱楽章」がリリースされることが決定。昨年リリースした「残響」「東京散歩」「Good-bye Good-night」今年1月にリリースした「反論」の4曲に、新曲8曲が加わった全12曲入りとなり初回盤は上製本仕様となっている。
2月19日、1st Album「第壱楽章」のリリースに先駆け、収録楽曲「拳花」が配信リリースされた。また、3月17日にリリースする、1st Album「第壱楽章」が、タワーレコードの3月度プッシュアイテム "タワレコメン" とHMVがイチオシする "エイチオシ" に決定した。
2月26日、1st Album「第壱楽章」の収録曲「Good-bye Good-night」のMusic Videoが公開された。
3月16日、1st Album「第壱楽章」のリリースを記念し、3月17日20:00〜、当日収録したスタジオライブの映像がYouTubeにて公開されることが決定した。アルバム収録曲にも参加している、ピアニスト角野隼斗に加え、チェリスト 村岡苑子、サウンドプロデューサー TomoLowとのコラボレーションになる。
3月17日、自身の誕生日に1stアルバム『第壱楽章』をリリース。アルバム収録曲「笑い話」は、友人でピアニストの角野隼斗と共に作曲。アルバム収録曲のほとんどで角野隼斗がピアノを担当している。
4月7日、1st Album「第壱楽章」収録曲である「笑い話」のMusic Videoを、4月8日20:00にOfficial YouTube Channelにてプレミア公開されることに先駆けて予告編が公開された。
4月13日、5月12日リリースのHey! Say! JUMPの29枚目シングル『ネガティブファイター』のカップリング曲、「僕らの意味を」の作詞・作曲・編曲を担当したことを発表した。
5月3日、1st Album「第壱楽章」から「ハ茶メ茶オ茶メ」のMusic Videoが公開された。
5月7日、1st Album「第壱楽章」収録曲のMusic Video 5作それぞれにメイキングシーンを加えたスペシャルバージョンをBEHIND THE SCENEと題して、5月7日20:00から毎作1週間限定でOfficial YouTube Channelにて順次公開されることが決定した。
6月2日、6月7日に、新曲「雨時雨」が配信リリースされることが決定した。
6月7日、リリースされた新曲「雨時雨」のMusic Videoが公開された。
7月2日、同日18:00〜 YouTube チャンネル「ジャンプチャンネル」で公開される漫画家発掘バトルオーディション番組『MILLION TAG』の主題歌に、新曲「生命の証明」が使用されることが決定した。
8月7日、映秀。がギターボーカルとして活動していたインディーズロックバンド空前の灯火の解散が決定した。
8月19日、オフィシャルファンクラブ【 EISYU FC "  。"  】]を設立し、初のワンマンツアー［ 映秀。1st Tour "This is EISYU" ］を12月8日に愛知のZepp Nagoya公演から12月26日の北海道のZepp Sapporo公演まで全国5箇所のZepp会場での開催を決定、 さらにYORUNECO RECORDS ONLINE STOREをオープンし、オフィシャルGOODSの販売を開始した。
10月5日、2nd album『第弐楽章 -青藍-』が11月17日にリリースされることが決定し、10月20日に本作のリード曲「脱せ」が先行配信されることが決定した。「脱せ」は、10月20日『EVENING TAP』（FM802）でラジオ初オンエアされた。
11月1日、2nd Album『第弐楽章 -青藍-』より「脱せ」が全国各地のラジオ局でヘヴィー・ローテーションに決定。
11月12日、『映秀。 公式アプリ』をリリースした。2nd Album『第弐楽章 -青藍-』から「失敗は間違いじゃない」のMusic Videoを公開し、12月からスタートする、映秀。1st Tour "This is EISYU" のバンドメンバーも決定した。バンドメンバーは高野勲(Key.)、河村吉宏(Dr.)、なかむらしょーこ(Ba.)、奥村大(Gt.)、山本健太(Key.)、角野隼斗(Pf.)である。
11月16日発売『MUSICA』12月号（FACT）にインタビューが掲載された。
11月17日、「SPICE」で2nd Album『第弐楽章 -青藍-』のインタビューが掲載された。
11月26日、2022年1月4日から6日に大阪のZepp Nambaで開催される「FM802 RADIO CRAZY presents LIVE HOUSE Antenna-GSシリーズ-」へと出演が決定した。映秀。は1月6日に高野勲(Key.)、河村吉宏(Dr.)、なかむらしょーこ(Ba.)、奥村大(Gt.)、山本健太(Key.)とともに出演した。

### 2022年
1月14日、映秀。初四国ライブ、初香川県ライブ、初サーキットイベントで3月19日、20日に香川県高松市のライブハウスで行われる「SANUKI ROCK COLOSSEUM 2022-MONSTER baSH × I♡RADIO 786」への出演が決定した。映秀。は3月19日にfesthalleに杉村謙心(Gt.)、山本修也(Ba.)、市川豪人(Dr.)、榎本響(Key.)とともに出演した。
1月17日、4月30日、5月1日、3日、4日にさいたまスーパーアリーナで開催される「VIVA LA ROCK 2022」への出演が決定した。映秀。は5/1(日)に杉村謙心(Gt.)、山本修也(Ba.)、市川豪人(Dr.)、榎本響(Key.)とともに出演した。
3月1日、2021年12月18日に行った映秀。1st Tour "This is EISYU" Zepp Haneda（TOKYO）公演から全19曲のライブ映像を毎日20時にノーカットでの公開が決定した。
3月16日、自身の20歳の誕生日である3月17日にDigital Single「縁」のリリースが決定した。また、新曲「縁」のリリースと映秀。20歳の誕生日を記念し、YouTube生配信でプレミアライブ映像の公開とEISYU FC "  。" での生配信が決定した。
3月21日、4月23日にSpotify O-WESTにて開催されるTani Yuuki Presents "LIVE LOTUS" への出演が決定した。映秀。は、杉村謙心(Gt.)、山本修也(Ba.)、市川豪人(Dr.)、榎本響(Key.)とともに出演した。
3月23日、4月27日に東京・丸の内COTTON CLUBで開催される「Celebrate "International Jazz Day" with 象眠舎」へゲスト出演することが決定した。
3月31日、6月14日にBunkamuraオーチャードホールにて、角野隼斗 / 村岡苑子 / 象眠舎 を招いた"映秀。一夜限りのプレミアライブ「赤裸々」" の開催が決定し、Streaming+にて生配信することが6月7日に決定した。
4月20日、6月1日に2nd EP「赤裸々」の配信リリースが決定し、5月16日にジャケットと収録曲を発表した。
6月3日、8月27日,28日に泉大津フェニックスで開催される「RUSH BALL 2022」と8月12日,13日に石狩湾新港樽川ふ頭横野外特設ステージで開催される「RISING SUN ROCK FESTIVAL 2022 in EZO」への出演が決定した。映秀。は「RUSH BALL 2022」では8月27日のATMCステージに杉村謙心(Gt.)、山本修也(Ba.)、市川豪人(Dr.)、榎本響(Key.)とともに出演し、「RISING SUN ROCK FESTIVAL 2022 in EZO」では8月13日に杉村謙心(Gt.)、榎本響(Key.)、小西遼(Sax)とともに出演した。
6月15日、8月11日にKBSホールで開催されるHakubi主催の企画、「京都藝劇 2022」に出演することが決定した。映秀。は杉村謙心(Gt.)、山本修也(Ba.)、山近拓音(Dr.)、佐藤浩一(Key.)とともに出演した。
7月6日、6月14日にBunkamuraオーチャードホールにて開催した映秀。一夜限りのプレミアライブ「赤裸々」から、2nd EP「赤裸々」に収録されている4曲のLIVE映像を毎週水曜 20時にオフィシャルYouTubeチャンネルにて公開することが決定した。
7月22日、10月8日,9日,10日にミナミエリア一帯にて開催されるサーキットイベント「FM802 MINAMI WHEEL 2022」への出演が決定した。映秀。は10月10日に杉村謙心(Gt.)、山本修也(Ba.)、市川豪人(Dr.)、榎本響(Key.)とともに出演した。
8月1日、8月3日に新曲「星の国から」の配信リリースが決定した。
8月12日、8月3日にリリースしたDigital Single「星の国から」のTeaserを公開し、8月19日にMusic Videoを公開した。今回は、ジェラ feat.映秀。としてYouTubeで活動している ジェラこと やすたか。と、やすたか。ともに "越の国から" として活動していた あみち。が友情出演した。
8月19日、映秀。初の対バンツアー「一味同心 2023」を、1月28日 北海道 Zepp Sapporo公演から2月19日 愛知 Zepp Nagoya公演まで、全国5箇所のZepp会場での開催が決定した。
9月3日、10月22日,23日に 長崎 i+Land nagasaki屋外特設会場にて開催される「FRATTE vol.0 in i＋Land nagasaki」へ、象眠舎のゲストVo.としての出演が決定した。
9月27日、11月13日に味園ユニバースにて開催される、象眠舎 "Howdy Tour"にゲストVo.としての出演が決定した。
10月24日、10月26日に新曲「よるおきてあさねむる」がリリースされることが決定し、リリースに先駆けいち早く楽曲を試聴できるRecording Movieを公開した。
10月25日、12月28日〜31日に千葉 幕張メッセ国際展示場1〜8ホール・イベントホールにて開催される「rockin'on presents COUNTDOWN JAPAN 22/23」への出演が決定した。映秀。は杉村謙心(Gt.)、山本修也(Ba.)、山近拓音（Dr.)、榎本響(Key.)、市川豪人(MP.)とともに12月30日に出演した。
10月26日、2023年1,2月に全国のZepp会場で開催する初の対バンツアー「一味同心 2023」の対バンアーティストを発表した。映秀。が自ら出演オファーをし、TENDRE、NakamuraEmi、Tani Yuuki、キタニタツヤ、崎山蒼志という豪華ソロアーティストが参加した。バンドメンバーは杉村謙心(Gt.)、山本修也(Ba.)、山近拓音（Dr.)、榎本響(Key.)、市川豪人(MP.)である。
11月2日、11月20日〜23日に慶應義塾大学三田キャンパスで開催される「第64回三田祭」のメインステージに出演することが決定した。映秀。は杉村謙心(Gt.)、榎本響(Key.)とともに11月21日16:15頃〜 メインステージにアコースティック編成で出演した。
11月2日、12月18日に「映秀。ファンミーティング vol.1」の開催が決定した。これまでのライブとはまた違った映秀。初のファンミーティングになっており、ゲストのやすたか。、ちぇるしーとともに弾き語りやアコースティックライブ、トーク・リアルQ&A、ジェラ feat.映秀。YouTube撮影、じゃんけん大会などが行われた。
11月4日、12月25日〜28日にインテックス大阪で開催される「FM802 ROCK FESTIVAL RADIO CRAZY 2022」に出演することが決定した。映秀。は12月26日、Spotify Early Noise LIVE HOUSE Antenna に杉村謙心(Gt.)、山本修也(Ba.)、山近拓音(Dr.)、榎本響(Key.)、市川豪人(MP.)とともに出演した。
11月13日、12月22日に東京キネマ倶楽部にて開催される、象眠舎 "Howdy Tour"東京公演に、ゲストVo.としての出演が決定した。
12月25日、10月26日にリリースされた新曲「よるおきてあさねむる」のMusic Videoを公開した。

### 2023年
1月12日、自身がサウンドプロデュース・アレンジメントを手がけたデジタルシングル「幸せの果てに」が1月25日にリリースされることが決定した。また、「幸せの果てに」のレコーディング風景をおさめたRecording Teaserを公開した。
1月25日、1月28日から始まる、映秀。初の対バンツアー「一味同心 2023」のゲストアーティストの楽曲から映秀。が好きな楽曲をまとめたプレイリストを公開した。
3月1日、5月26日に神奈川 ビルボードライブ横浜にて開催される、象眠舎 Billboard Live Tour 2023 "New Arrivals"へのゲストVo.としての出演が決定した。
3月3日、3月26日に三軒茶屋 space orbitにて開催される、カツセマサヒコによるラジオ番組、TOKYO FM「NIGHT DIVER」公開収録イベントへの出演が決定した。映秀。は第2部のみの出演となった。
3月10日、5月6日に大阪城音楽堂にて開催される、「RUSH BALL☆R」への出演が決定した。映秀。は杉村謙心(Gt.)、山本修也(Ba.)、山近拓音(Dr.)、榎本響(Key.)、市川豪人(MP.)とともに出演した。
3月17日、自身の21歳の誕生日に合わせ、1月25日にリリースした最新曲「幸せの果てに」のMusic Videoを公開した。
3月31日、映秀。初の対バンツアー「一味同心 2023」各公演の舞台裏の様子や、ライブの模様などを収録したダイジェスト映像を公開した。
5月23日、フォトグラファー中野敬久がアーティストとフェンダーの距離感を撮影、キュレーションする、写真によるセッションコンテンツ「Life with Fender」の vol.60 に映秀。が参加した。
6月1日、8, 9, 10月の3ヶ月連続で、映秀。マンスリー弾き語りライブ「歌タ寝 -うたたね-」の開催が決定した。8月1日に葉月の会、9月8日に長月の会、10月13日に神無月の会が開催される。※9月7日、台風13号の接近に伴って長月の会が11月17日に延期されることが決定した。
6月11日、PenthouseのオフィシャルYouTubeチャンネルにて公開されているPenthouse "Suite Room" on YouTubeに映秀。が参加し、「今夜はブギー・バック / Penthouse × 映秀。」が公開され、7月2日に「笑い話 / 映秀。feat.Penthouse」が公開された。
7月12日、9月15日, 16日に東京 COTTON CLUBにて開催される 象眠舎 back "2" back に、ゲストVo.としての出演が決定した。
8月4日、当日公開されたTani Yuuki「Cheers」のMusic Videoにカメオ出演者 第2弾として映秀。が参加していることが発表された。
8月28日、10月7日〜9日、福岡 宗像ユリックスにて開催される日韓文化交流フェスティバル「Festival in  MUNAKATA」への出演が決定した。映秀。は、10月8日にアコースティック編成で出演した。
9月7日、11月3日に渋谷 TOKIOTOKYOで開催される2マンライブ「【溶】-YOU- 」への出演が決定した。映秀。はアコースティック編成で出演し、小林私との2マンライブとなる。
10月1日、11月22日〜25日に開催される、京都大学 学園祭「第65回 11月祭」Special Liveへの出演が決定した。映秀。は23日にアコースティックバンド編成で出演した。
10月19日、2024年1月に東名阪のCLUB QUATTROにて映秀。CLUB QUATTRO TOUR"一寸先の貴方へ"の開催が決定した。バンド編成でまわる2年ぶりのワンマンツアーとなりツアータイトルには、「届きそうで届かない、そんな貴方へ向けて歌う」という映秀。の想いが込められている。バンドメンバーは杉村謙心(Gt.)、山本修也(Ba.)、山近拓音(Dr.)、榎本響(Key.)である。
10月21日、12月9日に原宿ベルエポック美容専門学校 イベントホールで開催される、ちぇるしー FANMEETING Vol.1『CHELL OUT』へのゲスト出演が決定した。
12月15日、2024年3月23日, 24日に、香川県高松市のライブハウスで開催されるサーキットイベント「15th Anniversary SANUKI ROCK COLOSSEUM 2024 -MONSTER baSH × I♡RADIO 786-」への出演が決定した。映秀。は、3月23日にSUMUS cafeのトリとして弾き語りで出演する。
12月19日、2024年1月10日に、約1年ぶりとなる新作 3rd EP「一寸先の貴方へ」をリリースすることが決定し、リリースに先駆けて12月20日0時から収録曲「黄色の信号」を先行配信した。また、12月27日〜29日にインテックス大阪で開催される「FM802 ROCK FESTIVAL RADIO CRAZY 2023」の音波神社 境内ステージへの出演が決定した。映秀。は、12月27日に弾き語りで出演した。

### 2024年
1月13日、2月21日に東京 恵比寿ザ・ガーデンホールにて開催される、Penthouse City Soul Society Vol.4 -The Gifted Sweeties- に、ゲストVo.としての出演が決定した。
2月6日、2, 3, 4月の3ヶ月連続で、映秀。マンスリー弾き語りライブ2024「歌タ寝 -うたたね-」の開催が決定した。2月24日に如月の会、3月29日に弥生の会、4月28日に卯月の会が開催。
2月10日、3月24日に愛媛県 WstudioRED で開催されるイベント「Paradigm Shifter」に弾き語りでの出演が決定した。
2月16日、映秀。CLUB QUATTRO TOUR "一寸先の貴方へ" 1月21日 SHIBUYA CLUB QUATTRO 公演から「Boys & Girls」のLIVE映像をYouTubeにて 2月23日に公開することが決定した。公開に先駆けて、Teaserが公開された。
3月1日、4月29日に大阪 味園ユニバース、4月30日に東京キネマ倶楽部にて開催される、象眠舎 Tour2024 - UPCOMING- に、ゲストVo.としての出演が決定した。
3月8日、映秀。CLUB QUATTRO TOUR "一寸先の貴方へ" 1月21日 SHIBUYA CLUB QUATTRO 公演から「黄色の信号」のLIVE映像がYouTubeにて公開された。
3月16日、映秀。がかつてギターボーカルとして活動していたインディーズロックバンド空前の灯火の解散ライブ ''空前の灯火pre. 「あの日言えなかったさよならを」''が西永福JAMにて開催された。
3月22日、3月23日に出演する 15th Anniversary SANUKI ROCK COLOSSEUM 2024 -MONSTER baSH × I♡RADIO 786- の786FM香川ステージ Supported byレクザムで行われる、トークステージ「カジレコメンド」への出演が決定した。また、映秀。CLUB QUATTRO TOUR "一寸先の貴方へ" 1月21日 SHIBUYA CLUB QUATTRO 公演から「星の国から」のLIVE映像がYouTubeにて公開された。
3月29日、2024年6月1日, 2日に、名古屋・栄一帯のライブハウスで開催されるサーキットイベント「SAKAE SP-RING 2024」への出演が決定。映秀。は、 6月1日 14:30〜 Live & Lounge Vio にて弾き語りで出演。
4月5日、映秀。CLUB QUATTRO TOUR "一寸先の貴方へ"1月21日 SHIBUYA CLUB QUATTRO から「左様なら」のLIVE映像をYouTubeにて公開した。
4月19日、映秀。CLUB QUATTRO TOUR "一寸先の貴方へ"1月21日 SHIBUYA CLUB QUATTRO 公演から「残響」のLIVE映像をYouTubeにて公開した。
5月3日、映秀。CLUB QUATTRO TOUR "一寸先の貴方へ"1月21日 SHIBUYA CLUB QUATTRO 公演から「よるおきてあさねむる」のLIVE映像をYouTubeにて公開した。
5月12日、8月10日 渋谷 Spotify O-WESTにて、バンド編成でのワンマンライブ「映秀。One Night Summer Live 〜蝉に負けてちゃライブはできない！〜」の開催が決定した。バンドメンバーは杉村謙心(Gt.)、山本修也(Ba.)、山近拓音(Dr.)、榎本響(Key.)である。また、日本看護協会公式YouTubeチャンネル「5月12日は看護の日」にて公開された「忘れられない看護エピソード」に新曲「まほうのことば」を書き下ろしたことを発表した。
5月21日、 6月1日, 2日にJR大阪城公園駅 駅前広場にて観覧フリーで開催される「FM802 35th ANNIVERSARY Be FUNKY!! TERRACE LIVE FLASH」に弾き語りでの出演が決定した。映秀。は、6月2日に13:30から出演する。
5月30日、6月12日に新曲「まほうのことば」が配信リリースされることが決定した。今回の楽曲は、日本看護協会「5月12日は看護の日」オフィシャル YouTubeチャンネルで公開された「忘れられない看護エピソード」に書き下ろした楽曲である。リリースに先駆けて、歌ネットにて歌詞が公開された。
6月1日、 7月15日に青山 月ミル君想フにて開催される上野大樹 2MAN企画 『 招宴 』への出演が決定した。映秀。はアコースティック編成での出演となる。
6月12日、この日配信リリースの新曲「まほうのことば」のMusic Videoが公開された。
6月28日、8月23日〜25日に、山口きらら博記念公園で開催される「10th WILD BUNCH FEST. 2024」への初出演が決定した。映秀。はアコースティック編成で、8月23日 17:30〜 Dolphin Thru のトリとして出演。
7月5日、6月12日に配信リリースした「まほうのことば」の弾き語り映像がYouTubeにて公開された。
8月23日、9月23日に横浜 ReNY beta で開催される703号室主催のスリーマンライブ「Actually Vol.2」への出演が決定した。映秀。は、弾き語りでの出演となる。
9月10日、10月11日に開催される山形・東北公益文科大学「公翔祭前夜祭」にてアコースティック編成でのライブ出演が決定した。
10月2日、11月22日・23日に東京 丸の内 COTTON CLUB で開催される象眠舎 "Becoming a thing" へゲストボーカルとして出演することが決定した。映秀。は、11月23日に出演する。
10月31日、11月6日に新曲「ほどほどにぎゅっとして」の配信リリースが決定した。“しなやかに生きるなら「ほどほど」くらいがちょうどいい”力みすぎず「ほどほどに」生きようよ、というメッセージを根幹にして創られた楽曲であり、今回初の試みとして、歌詞をソングライター yuba寝と共同制作したものとなっている。また、2025年1月22日に、3rd Album「音の雨、言葉は傘、今から君と会う。」のリリースが決定した。さらに、映秀。CLUB QUATTRO TOUR "音の雨、言葉は傘、今から君と会う。"の開催が決定した。3rd Album「音の雨、言葉は傘、今から君と会う。」を引っ提げた、1年ぶりとなるバンド編成でのツアーとなり、バンドメンバーは杉村謙心(Gt.)、山本修也(Ba.)、山近拓音(Dr.)、榎本響(Key.)である。
11月18日、12月27日〜29日 インテックス大阪で開催される「FM802 35th ANNIVERSARY“Be FUNKY!!” ROCK FESTIVAL RADIO CRAZY 2024-レディクレ15th-」への出演が決定した。映秀。は、12月27日 RADIO CRAZY 会場内　音波神社 境内ステージに弾き語りで出演する。
11月27日、12月4日に新曲「涙のキセキ」の配信リリースが決定した。この楽曲は、2025年1月22日 リリース3rd Album「音の雨、言葉は傘、今から君と会う。」からの先行配信シングルとなる。
12月20日、2025年1月22日リリース 映秀。3rd Album「音の雨、言葉は傘、今から君と会う。」のジャケットと収録曲が公開され、アルバム特設サイトが開設された。

### 2025年
1月10日、1月22日にリリースする、3rd Album「音の雨、言葉は傘、今から君と会う。」の全曲ダイジェストトレーラーが公開された。同時に、映秀。によるセルフライナーノーツが特設サイトにて公開された。
1月14日、1月22日にリリースする、3rd Album「音の雨、言葉は傘、今から君と会う。」に収録されている『瞳に吸い込まれて』と『youme』を小説家のカツセマサヒコ氏と共作したことを発表した。2曲とも作詞を同氏とともに行ったものとなっている。
1月22日、New Album「音の雨、言葉は傘、今から君と会う。」から『瞳に吸い込まれて』のMusic Videoが公開された。
1月30日、3rd Album「音の雨、言葉は傘、今から君と会う。」のリリースを記念してスタジオライブの映像を5週に渡って公開することが決定した。それに伴い、「涙のキセキ」が同日、「瞳に吸い込まれて」が2月6日、「ほどほどにぎゅっとして」が2月13日、「youme」が2月20日、「My Friend」が2月27日にスタジオライブ映像がYouTubeにて公開された。
2月28日、5月8日 Zepp DiverCity (Tokyo), 5月27日 味園ユニバース で開催される象眠舎 1st EPリリースツアー "SO FAR,SO GOOD." へゲストボーカルとして出演することが決定した。
3月30日、TVアニメ第2期「UniteUp! -Uni:Birth-」第10話エンディングテーマに映秀。が『こんな世界なら』を楽曲提供したことを発表した。
また、4月27日に下北沢ADRIFTにて開催される弾き語り3マンライブ「SEASON vol.5」への出演が決定した。映秀。は森 大翔、とた と共演する。
4月10日、8月2日に渋谷 Spotify O-WESTにて、2年目となる「One Night Summer Live 2025 〜音楽しようぜ〜」の開催が決定した。
4月14日、6月23日に新宿MARZで開催される「Melody Line 〜はじまりのうた〜」への出演が決定した。映秀。はアコースティック編成で出演する。
5月3日、6月28日に名古屋 LIVE HOUSE CIRCUSで開催される「SDGs×音楽」MID-FM”サス×なび”公開収録LIVE vol.6 への出演が決定した。
6月5日、8月9日, 10日に東武動物公園 イベントステージ HOLA! にて開催される、文化放送「M!LK 吉田仁人のレコメン！」が手掛ける番組初となるライブフェスイベント「RECOFES.2025 in 東武動物公園」に映秀。の出演が決定した。映秀。は、8月9日にアコースティック編成で出演する。
6月19日、映秀。がfeat.で参加した楽曲『またね』が収録されている象眠舎 1st EP「SO FAR, SO GOOD」が、6月20日に配信リリースされることが決定した。
8月2日、映秀。マンスリー弾き語りライブ2025「歌夕寝 -うたたね-」の開催が決定した。10月3日に神無月の会、11月15日に霜月の会、12月12日に師走の会が開催される。
8月8日、9月20日, 21日に石川県 一里野公園 / HITOYAMAで初開催される「HAKUSAN OUTDOOR FES 2025」への出演が決定した。映秀。は9月20日にアコースティック編成で出演する。

## ディスコグラフィー

### シングル
デビュー前
|     | 発売日     | タイトル           | 発売形態               |
| --- | ---------- | ------------------ | ---------------------- |
| 1st | 2020/03/11 | 東京散歩           | デジタル・ダウンロード |
| 2nd | 2020/03/18 | Sirius             | デジタル・ダウンロード |
| 3rd | 2020/03/25 | Bad Beautiful Love | デジタル・ダウンロード |
| 4th | 2020/10/07 | i shadow           | デジタル・ダウンロード |
| 5th | 2020/10/07 | 清純飲料           | デジタル・ダウンロード |

デビュー後
|      | 発売日     | タイトル               | 発売形態               |
| ---- | ---------- | ---------------------- | ---------------------- |
| 1st  | 2020/11/13 | 残響                   | デジタル・ダウンロード |
| 2nd  | 2020/12/04 | 東京散歩               | デジタル・ダウンロード |
| 3rd  | 2021/01/29 | 反論                   | デジタル・ダウンロード |
| 4th  | 2021/02/19 | 拳花                   | デジタル・ダウンロード |
| 5th  | 2021/06/07 | 雨時雨                 | デジタル・ダウンロード |
| 6th  | 2021/10/20 | 脱せ                   | デジタル・ダウンロード |
| 7th  | 2021/11/10 | 失敗は間違いじゃない   | デジタル・ダウンロード |
| 8th  | 2022/3/17  | 縁                     | デジタル・ダウンロード |
| 9th  | 2022/8/3   | 星の国から             | デジタル・ダウンロード |
| 10th | 2022/10/26 | よるおきてあさねむる   | デジタル・ダウンロード |
| 11th | 2023/1/25  | 幸せの果てに           | デジタル・ダウンロード |
| 12th | 2024/6/12  | まほうのことば         | デジタル・ダウンロード |
| 13th | 2024/11/6  | ほどほどにぎゅっとして | デジタル・ダウンロード |
| 14th | 2024/12/4  | 涙のキセキ             | デジタル・ダウンロード |

### EP
|     | 発売日     | タイトル       | 収録曲                                               | 発売形態               |
| --- | ---------- | -------------- | ---------------------------------------------------- | ---------------------- |
| 1st | 2020/12/18 | 別解           | 1. 残響 2. 東京散歩 3. 少年期 4. Good-bye Good-night | デジタル・ダウンロード |
| 2nd | 2022/6/1   | 赤裸々         | 1. 箱庭 2. 悪者 3. 渇愛 4. My Friend                 | デジタル・ダウンロード |
| 3rd | 2024/1/10  | 一寸先の貴方へ | 1. 黄色の信号 2. Boys & Girls 3. 怖いよ 4. 左様なら  | デジタル・ダウンロード |

### アルバム
|     | タイトル                           | 発売日     | 収録曲 | 発売形態                   |
| --- | ---------------------------------- | ---------- | --- | -------------------------- |
| 1st | 第壱楽章                           | 2021/03/17 | 1. 零壱匁 2. 反論 3. 残響 4. 東京散歩 5. 誰より何でしょ 人より事よ 6. ハ茶メ茶オ茶メ 7. 音ノ葉 8. 鈴ノ音 9. Good-bye Good night 10. 拳花 11. 自然 12. 笑い話                                                    | CD、デジタル・ダウンロード |
| 2nd | 第弐楽章 -青藍-                    | 2021/11/17 | 1. 第弐ボタン 2. 脱せ 3. 失敗は間違いじゃない 4. 忘れ物 5. 砂時計 6. 諦めた英雄 7. 影を抱く 8. 生命の証明 9. 明白に黒 10. 雨時雨 11. 共鏡 12. 喝采                                                              | CD、デジタル・ダウンロード |
| 3rd | 音の雨、言葉は傘、今から君と会う。 | 2025/1/22  | 1. まほうのことば 2. 涙のキセキ 3. 瞳に吸い込まれて 4. ほどほどにぎゅっとして 5. 黄色の信号 6. Boys&Girls 7. 幸せの果てに 8. 星の国から 9. 全部しようぜ 10. My Friend 11. 縁 12. よるおきてあさねむる 13. youme | CD、デジタル・ダウンロード |

### 楽曲提供
| 発売日     | アーティスト名         | 曲名           | 備考                                                            |
| ---------- | ---------------------- | -------------- | --------------------------------------------------------------- |
| 2021/05/12 | Hey! Say! JUMP         | 僕らの意味を   | 29枚目シングル「ネガティブファイター」カップリング曲            |
| 2025/3/30  | UniteUp! & Five Bitter | こんな世界なら | TVアニメ第2期「「UniteUp! -Uni:Birth-」第10話エンディングテーマ |

### 参加作品
|     | 発売日     | アーティスト名                 | 曲名                           | 発売形態               |
| --- | ---------- | ------------------------------ | ------------------------------ | ---------------------- |
| 1st | 2020/05/18 | 南雲ゆうき                     | 僕等の秘密遊園地 Feat.映秀。   | デジタル・ダウンロード |
| 2nd | 2020/06/01 | The Yellow House               | morning routine（feat.映秀。)  | デジタル・ダウンロード |
| 3rd | 2020/10/16 | 美的計画［feat. 相沢＆映秀。］ | だからラブ (feat.相沢＆映秀。) | デジタル・ダウンロード |
| 4th | 2025/6/20  | 象眠舎                         | またね feat. 映秀。            | デジタル・ダウンロード |

## ライブ

### ワンマンライブ・ライブツアー
| 開催日                | タイトル                                                         | 会場                        | 備考                                                                                              |
| --------------------- | ---------------------------------------------------------------- | --------------------------- | ------------------------------------------------------------------------------------------------- |
| 2021/12/8             | 映秀。1st Tour "This is EISYU"                                   | Zepp Nagoya                 | 映秀。初のワンマンツアー                                                                          |
| 2021/12/10            | 映秀。1st Tour "This is EISYU"                                   | Zepp Fukuoka                | 映秀。初のワンマンツアー                                                                          |
| 2021/12/12            | 映秀。1st Tour "This is EISYU"                                   | Zepp Osaka Bayside          | 映秀。初のワンマンツアー                                                                          |
| 2021/12/18            | 映秀。1st Tour "This is EISYU"                                   | Zepp Haneda                 | 映秀。初のワンマンツアー                                                                          |
| 2021/12/26            | 映秀。1st Tour "This is EISYU"                                   | Zepp Sapporo                | 映秀。初のワンマンツアー                                                                          |
| 2022/6/14             | 映秀。一夜限りのプレミアライブ「赤裸々」                         | Bunkamuraオーチャードホール | 角野隼斗 / 村岡苑子 / 象眠舎 を招いた一夜限りのプレミアライブ                                     |
| 2023/1/28             | 一味同心 2023                                                    | Zepp Sapporo                | 映秀。初の対バンツアー・参加アーティスト：TENDRE、NakamuraEmi、Tani Yuuki、キタニタツヤ、崎山蒼志 |
| 2023/2/4              | 一味同心 2023                                                    | Zepp Fukuoka                | 映秀。初の対バンツアー・参加アーティスト：TENDRE、NakamuraEmi、Tani Yuuki、キタニタツヤ、崎山蒼志 |
| 2023/2/5              | 一味同心 2023                                                    | Zepp Osaka Bayside          | 映秀。初の対バンツアー・参加アーティスト：TENDRE、NakamuraEmi、Tani Yuuki、キタニタツヤ、崎山蒼志 |
| 2023/2/11             | 一味同心 2023                                                    | Zepp DiverCity              | 映秀。初の対バンツアー・参加アーティスト：TENDRE、NakamuraEmi、Tani Yuuki、キタニタツヤ、崎山蒼志 |
| 2023/2/19             | 一味同心 2023                                                    | Zepp Nagoya                 | 映秀。初の対バンツアー・参加アーティスト：TENDRE、NakamuraEmi、Tani Yuuki、キタニタツヤ、崎山蒼志 |
| 2023/8/1              | 映秀。マンスリー弾き語りライブ「歌タ寝 -うたたね-」              | GEMINI theater              | 葉月の会                                                                                          |
| 2023/9/8 ※11/17に延期 | 映秀。マンスリー弾き語りライブ「歌タ寝 -うたたね-」              | GEMINI theater              | 長月の会                                                                                          |
| 2023/10/13            | 映秀。マンスリー弾き語りライブ「歌タ寝 -うたたね-」              | GEMINI theater              | 神無月の会                                                                                        |
| 2024/1/12             | 映秀。CLUB QUATTRO TOUR "一寸先の貴方へ"                         | 名古屋 CLUB QUATTRO         | バンド編成でまわるワンマンツアー                                                                  |
| 2024/1/19             | 映秀。CLUB QUATTRO TOUR "一寸先の貴方へ"                         | 梅田 CLUB QUATTRO           | バンド編成でまわるワンマンツアー                                                                  |
| 2024/1/21             | 映秀。CLUB QUATTRO TOUR "一寸先の貴方へ"                         | 渋谷 CLUB QUATTRO           | バンド編成でまわるワンマンツアー                                                                  |
| 2024/2/24             | 映秀。マンスリー弾き語りライブ2024「歌タ寝 -うたたね-」          | GEMINI theater              | 如月の会                                                                                          |
| 2024/3/29             | 映秀。マンスリー弾き語りライブ2024「歌タ寝 -うたたね-」          | GEMINI theater              | 弥生の会                                                                                          |
| 2024/4/28             | 映秀。マンスリー弾き語りライブ2024「歌タ寝 -うたたね-」          | GEMINI theater              | 卯月の会                                                                                          |
| 2024/8/10             | 映秀。One Night Summer Live 〜蝉に負けてちゃライブはできない！〜 | Spotify O-WEST              | バンド編成でのワンマンライブ                                                                      |
| 2025/2/21             | 映秀。CLUB QUATTRO TOUR "音の雨、言葉は傘、今から君と会う。"     | 名古屋 CLUB QUATTRO         | バンド編成でのツアー                                                                              |
| 2025/2/22             | 映秀。CLUB QUATTRO TOUR "音の雨、言葉は傘、今から君と会う。"     | 梅田 CLUB QUATTRO           | バンド編成でのツアー                                                                              |
| 2025/3/1              | 映秀。CLUB QUATTRO TOUR "音の雨、言葉は傘、今から君と会う。"     | 渋谷 CLUB QUATTRO           | バンド編成でのツアー                                                                              |
| 2025/8/2              | One Night Summer Live 2025 〜音楽しようぜ〜                      | 渋谷 Spotify O-WEST         | バンド編成でのワンマンライブ                                                                      |
| 2025/10/3             | 映秀。マンスリー弾き語りライブ2025「歌タ寝 -うたたね-」          | GEMINI theater              | 神無月の会                                                                                        |
| 2025/11/15(昼夜2公演) | 映秀。マンスリー弾き語りライブ2025「歌タ寝 -うたたね-」          | GEMINI theater              | 霜月の会                                                                                          |
| 2025/12/12            | 映秀。マンスリー弾き語りライブ2025「歌タ寝 -うたたね-」          | GEMINI theater              | 師走の会                                                                                          |

## 出演

### ライブ
| 開催日     | タイトル                                                                          | 会場                                           |
| ---------- | --------------------------------------------------------------------------------- | ---------------------------------------------- |
| 2022/1/6   | FM802 RADIO CRAZY presents LIVE HOUSE Antenna-GSシリーズ-                         | Zepp Namba                                     |
| 2022/3/19  | SANUKI ROCK COLOSSEUM 2022-MONSTER baSH × I♡RADIO 786                             | festhalle                                      |
| 2022/4/23  | Tani Yuuki Presents "LIVE LOTUS"                                                  | Spotify O-WEST                                 |
| 2022/4/27  | Celebrate "International Jazz Day" with 象眠舎                                    | COTTON CLUB                                    |
| 2022/5/1   | VIVA LA ROCK 2022                                                                 | さいたまスーパーアリーナ                       |
| 2022/8/11  | 京都藝劇 2022                                                                     | 京都 KBSホール                                 |
| 2022/8/13  | RISING SUN ROCK FESTIVAL 2022 in EZO                                              | 石狩湾新港樽川ふ頭横野外特設ステージ           |
| 2022/8/27  | RUSH BALL 2022                                                                    | 泉大津フェニックス                             |
| 2022/10/10 | FM802 MINAMI WHEEL 2022                                                           | 大阪ミナミエリア一帯                           |
| 2022/10/22 | FRATTE vol.0 in i＋Land nagasaki                                                  | 長崎 i＋Land nagasaki屋外特設会場              |
| 2022/10/23 | FRATTE vol.0 in i＋Land nagasaki                                                  | 長崎 i＋Land nagasaki屋外特設会場              |
| 2022/11/13 | 象眠舎 "Howdy Tour"                                                               | 味園ユニバース                                 |
| 2022/11/21 | 第64回 三田祭                                                                     | 慶應義塾大学 三田キャンパス                    |
| 2022/12/22 | 象眠舎 "Howdy Tour"                                                               | 東京キネマ倶楽部                               |
| 2022/12/26 | FM802 ROCK FESTIVAL RADIO CRAZY 2022                                              | インテックス大阪                               |
| 2022/12/30 | rockin'on presents COUNTDOWN JAPAN 22/23                                          | 幕張メッセ国際展示場1〜8ホール・イベントホール |
| 2023/5/6   | RUSH BALL☆R                                                                       | 大阪城音楽堂                                   |
| 2023/5/26  | 象眠舎 Billboard Live Tour 2023 "New Arrivals"                                    | ビルボードライブ横浜                           |
| 2023/9/15  | 象眠舎 back "2" back                                                              | 丸の内 COTTON CLUB                             |
| 2023/9/16  | 象眠舎 back "2" back                                                              | 丸の内 COTTON CLUB                             |
| 2023/10/8  | Festival in MUNAKATA                                                              | 宗像ユリックス                                 |
| 2023/11/3  | 【溶】-YOU-                                                                       | TOKIOTOKYO                                     |
| 2023/11/23 | 京都大学 学園祭「第65回 11月祭」Special Live                                      | 京都大学吉田キャンパス                         |
| 2023/12/27 | FM802 ROCK FESTIVAL RADIO CRAZY 2023                                              | インテックス大阪                               |
| 2024/2/21  | Penthouse City Soul Society Vol.4 -The Gifted Sweeties-                           | 恵比寿ザ・ガーデンホール                       |
| 2024/3/23  | 15th Anniversary SANUKI ROCK COLOSSEUM 2024 -MONSTER baSH × I♡RADIO 786-          | SUMUS café                                     |
| 2024/3/24  | Paradigm Shifter                                                                  | WstudioRED                                     |
| 2024/4/29  | 象眠舎 Tour2024 - UPCOMING-                                                       | 東京キネマ倶楽部                               |
| 2024/4/30  | 象眠舎 Tour2024 - UPCOMING-                                                       | 味園ユニバース                                 |
| 2024/6/1   | SAKAE SP-RING 2024                                                                | 名古屋・栄一帯 ライブハウス                    |
| 2024/6/2   | FM802 35th ANNIVERSARY Be FUNKY!! TERRACE LIVE FLASH                              | JR大阪城公園駅 駅前広場                        |
| 2024/7/15  | 上野大樹 2MAN企画 『 招宴 』                                                      | 青山 月ミル君想フ                              |
| 2024/8/23  | 10th WILD BUNCH FEST. 2024                                                        | 山口きらら博記念公園                           |
| 2024/9/23  | 703号室主催スリーマンライブ「Actually Vol.2」                                     | 横浜 ReNY beta                                 |
| 2024/10/11 | 東北公益文科大学「公翔祭前夜祭」                                                  | 山形・東北公益文科大学 公益ホール              |
| 2024/11/23 | 象眠舎 "Becoming a thing"                                                         | 丸の内 COTTON CLUB                             |
| 2024/12/27 | FM802 35th ANNIVERSARY“Be FUNKY!!” ROCK FESTIVAL RADIO CRAZY 2024-レディクレ15th- | インテックス大阪                               |
| 2025/4/27  | SEASON vol.5                                                                      | 下北沢ADRIFT                                   |
| 2025/5/8   | 象眠舎1st EPリリースツアー "SO FAR,SO GOOD."                                      | Zepp DiverCity (Tokyo)                         |
| 2025/5/27  | 象眠舎1st EPリリースツアー "SO FAR,SO GOOD."                                      | 味園ユニバース                                 |
| 2025/6/23  | Melody Line 〜はじまりのうた〜                                                    | 新宿MARZ                                       |
| 2025/6/28  | 「SDGs×音楽」MID-FM”サス×なび”公開収録LIVE vol.6                                  | 名古屋 LIVE HOUSE CIRCUS                       |
| 2025/8/9   | RECOFES.2025 in 東武動物公園                                                      | 東武動物公園 イベントステージ HOLA!            |
| 2025/9/20  | HAKUSAN OUTDOOR FES 2025                                                          | 石川県 一里野公園 / HITOYAMA                   |

### イベント
| 開催日    | タイトル                                                | 会場                                        |
| --------- | ------------------------------------------------------- | ------------------------------------------- |
| 2023/3/26 | TOKYO FM「NIGHT DIVER」公開収録 ～NIGHT DIVER’s Night～ | 三軒茶屋 space orbit                        |
| 2023/12/9 | ちぇるしー FANMEETING Vol.1『CHELL OUT』                | 原宿ベルエポック美容専門学校 イベントホール |
| 2024/3/23 | サヌキロック 786FM香川ステージ「カジレコメンド」        | サヌキロック 786FM香川ステージ              |

## ファンミーティング
| 開催日     | タイトル                       | 会場                         |
| ---------- | ------------------------------ | ---------------------------- |
| 2022/12/18 | 映秀。ファンミーティング vol.1 | 品川プリンスホテル クラブ eX |